# Lamine Ba
Lamine Ba (Villepinte, 24 agosto 1997) è un calciatore francese naturalizzato mauritano, difensore del Varaždin e della nazionale mauritana.

## Carriera

### Club
Cresciuto nei settori giovanili di Guingamp e Paris Saint-Germain, il 15 febbraio 2017 viene acquistato dalla Virtus Entella in Serie B. Tuttavia, non trovando spazio in squadra, il 26 luglio successivo viene ceduto ai ciprioti del Doxa Katōkopias. In tre stagioni totalizza 36 presenze tra campionato e coppa. Il 17 agosto 2020 si accasa ai lussemburghesi del Progrès Niedercorn. Il 17 luglio 2022 viene acquistato dai croati del Varaždin.

### Nazionale
Il 26 marzo 2022 ha esordito con la nazionale mauritana, nell'amichevole vinta contro il Mozambico, siglando la rete del definitivo 2-1 che vale la vittoria della sua squadra.

## Statistiche

### Presenze e reti nei club
Statistiche aggiornate al 18 luglio 2022.
| Stagione                  | Squadra                   | Campionato                | Campionato | Campionato | Coppe nazionali | Coppe nazionali | Coppe nazionali | Coppe continentali | Coppe continentali | Coppe continentali | Altre coppe | Altre coppe | Altre coppe | Totale | Totale |
| Stagione                  | Squadra                   | Comp                      | Pres       | Reti       | Comp            | Pres            | Reti            | Comp               | Pres               | Reti               | Comp        | Pres        | Reti        | Pres   | Reti   |
| ------------------------- | ------------------------- | ------------------------- | ---------- | ---------- | --------------- | --------------- | --------------- | ------------------ | ------------------ | ------------------ | ----------- | ----------- | ----------- | ------ | ------ |
| gen. 2015                 | Guingamp 2                | CFA2                      | 1          | 0          |                 | -               | -               |                    | -                  | -                  |             | -           | -           | 1      | 0      |
| apr.-mag. 2016            | Paris Saint-Germain 2     | CFA                       | 2          | 0          |                 | -               | -               |                    | -                  | -                  |             | -           | -           | 2      | 0      |
| gen.-giu. 2017            | Virtus Entella            | B                         | 0          | 0          | CI              | -               | -               |                    | -                  | -                  |             | -           | -           | 0      | 0      |
| 2017-2018                 | Doxa Katōkopias           | A                         | 23+5       | 0          | CC              | 3               | 0               |                    | -                  | -                  |             | -           | -           | 31     | 0      |
| 2018-2019                 | Doxa Katōkopias           | A                         | 5          | 0          | CC              | 0               | 0               |                    | -                  | -                  |             | -           | -           | 5      | 0      |
| 2019-2020                 | Doxa Katōkopias           | A                         | 0          | 0          | CC              | 0               | 0               |                    | -                  | -                  |             | -           | -           | 0      | 0      |
| Totale Doxa Katōkopias    | Totale Doxa Katōkopias    | Totale Doxa Katōkopias    | 28+5       | 0          |                 | 3               | 0               |                    | -                  | -                  |             | -           | -           | 36     | 0      |
| 2020-2021                 | Progrès Niedercorn        | DN                        | 24         | 1          | CL              | 0               | 0               | UEL                | 0                  | 0                  |             | -           | -           | 24     | 1      |
| 2021-2022                 | Progrès Niedercorn        | DN                        | 27         | 2          | CL              | 3               | 0               |                    | -                  | -                  |             | -           | -           | 30     | 2      |
| Totale Progrès Niedercorn | Totale Progrès Niedercorn | Totale Progrès Niedercorn | 51         | 3          |                 | 3               | 0               |                    | 0                  | 0                  |             | -           | -           | 54     | 3      |
| 2022-2023                 | Varaždin                  | 1.HNL                     | 0          | 0          | CC              | 0               | 0               |                    | -                  | -                  |             | -           | -           | 0      | 0      |
| Totale carriera           | Totale carriera           | Totale carriera           | 89         | 3          |                 | 6               | 0               |                    | 0                  | 0                  |             | -           | -           | 95     | 3      |

### Cronologia presenze e reti in nazionale
| Cronologia completa delle presenze e delle reti in nazionale ― Mauritania | Cronologia completa delle presenze e delle reti in nazionale ― Mauritania | Cronologia completa delle presenze e delle reti in nazionale ― Mauritania | Cronologia completa delle presenze e delle reti in nazionale ― Mauritania | Cronologia completa delle presenze e delle reti in nazionale ― Mauritania | Cronologia completa delle presenze e delle reti in nazionale ― Mauritania | Cronologia completa delle presenze e delle reti in nazionale ― Mauritania | Cronologia completa delle presenze e delle reti in nazionale ― Mauritania |
| Data                                                                      | Città                                                                     | In casa                                                                   | Risultato                                                                 | Ospiti                                                                    | Competizione                                                              | Reti                                                                      | Note                                                                      |
| ------------------------------------------------------------------------- | ------------------------------------------------------------------------- | ------------------------------------------------------------------------- | ------------------------------------------------------------------------- | ------------------------------------------------------------------------- | ------------------------------------------------------------------------- | ------------------------------------------------------------------------- | ------------------------------------------------------------------------- |
| 26-3-2022                                                                 | Nouakchott                                                                | Mauritania                                                                | 2 – 1                                                                     | Mozambico                                                                 | Amichevole                                                                | 1                                                                         |                                                                           |
| 29-3-2022                                                                 | Nouakchott                                                                | Mauritania                                                                | 2 – 0                                                                     | Libia                                                                     | Amichevole                                                                | -                                                                         |                                                                           |
| 4-6-2022                                                                  | Nouakchott                                                                | Mauritania                                                                | 3 – 0                                                                     | Sudan                                                                     | Qual. Coppa d'Africa 2023                                                 | -                                                                         |                                                                           |
| 8-6-2022                                                                  | Franceville                                                               | Gabon                                                                     | 0 – 0                                                                     | Mauritania                                                                | Qual. Coppa d'Africa 2023                                                 | -                                                                         |                                                                           |
| 24-3-2023                                                                 | Lubumbashi                                                                | RD del Congo                                                              | 3 – 1                                                                     | Mauritania                                                                | Qual. Coppa d'Africa 2023                                                 | -                                                                         |                                                                           |
| 28-3-2023                                                                 | Nouakchott                                                                | Mauritania                                                                | 1 – 1                                                                     | RD del Congo                                                              | Qual. Coppa d'Africa 2023                                                 | -                                                                         | 86’                                                                       |
| 6-1-2024                                                                  | Radès                                                                     | Tunisia                                                                   | 0 – 0                                                                     | Mauritania                                                                | Amichevole                                                                | -                                                                         | 71’                                                                       |
| 16-1-2024                                                                 | Bouaké                                                                    | Burkina Faso                                                              | 1 – 0                                                                     | Mauritania                                                                | Coppa d'Africa 2023 - 1º turno                                            | -                                                                         | 67’                                                                       |
| 20-1-2024                                                                 | Bouaké                                                                    | Mauritania                                                                | 2 – 3                                                                     | Angola                                                                    | Coppa d'Africa 2023 - 1º turno                                            | -                                                                         |                                                                           |
| 23-1-2024                                                                 | Bouaké                                                                    | Mauritania                                                                | 1 – 0                                                                     | Algeria                                                                   | Coppa d'Africa 2023 - 1º turno                                            | -                                                                         | 45+4’                                                                     |
| 29-1-2024                                                                 | Abidjan                                                                   | Capo Verde                                                                | 1 – 0                                                                     | Mauritania                                                                | Coppa d'Africa 2023 - Ottavi di finale                                    | -                                                                         |                                                                           |
| 26-3-2024                                                                 | Agadir                                                                    | Marocco                                                                   | 0 – 0                                                                     | Mauritania                                                                | Amichevole                                                                | -                                                                         | 74’                                                                       |
| 6-6-2024                                                                  | Nouakchott                                                                | Mauritania                                                                | 0 – 2                                                                     | Sudan                                                                     | Qual. Mondiali 2026                                                       | -                                                                         |                                                                           |
| 9-6-2024                                                                  | Nouakchott                                                                | Mauritania                                                                | 0 – 1                                                                     | Senegal                                                                   | Qual. Mondiali 2026                                                       | -                                                                         |                                                                           |
| 7-9-2024                                                                  | Nouakchott                                                                | Mauritania                                                                | 1 – 0                                                                     | Botswana                                                                  | Qual. Coppa d'Africa 2025                                                 | -                                                                         |                                                                           |
| 10-9-2024                                                                 | Praia                                                                     | Capo Verde                                                                | 2 – 0                                                                     | Mauritania                                                                | Qual. Coppa d'Africa 2025                                                 | -                                                                         |                                                                           |
| 11-10-2024                                                                | Il Cairo                                                                  | Egitto                                                                    | 2 – 0                                                                     | Mauritania                                                                | Qual. Coppa d'Africa 2025                                                 | -                                                                         | 46’                                                                       |
| 15-11-2024                                                                | Francistown                                                               | Botswana                                                                  | 1 – 1                                                                     | Mauritania                                                                | Qual. Coppa d'Africa 2025                                                 | -                                                                         |                                                                           |
| 19-11-2024                                                                | Nouakchott                                                                | Mauritania                                                                | 1 – 0                                                                     | Capo Verde                                                                | Qual. Coppa d'Africa 2025                                                 | -                                                                         |                                                                           |
| 22-3-2025                                                                 | Lomé                                                                      | Togo                                                                      | 2 – 2                                                                     | Mauritania                                                                | Qual. Mondiali 2026                                                       | -                                                                         |                                                                           |
| 25-3-2025                                                                 | Nouakchott                                                                | Mauritania                                                                | 0 – 2                                                                     | RD del Congo                                                              | Qual. Mondiali 2026                                                       | -                                                                         |                                                                           |
| Totale                                                                    |                                                                           | Presenze                                                                  | 21                                                                        |                                                                           | Reti                                                                      | 1                                                                         |                                                                           |